# (9882) Stallman
(9882) Stallman ist ein Asteroid des Hauptgürtels, der am 28. September 1994 im Rahmen des Spacewatch-Programms entdeckt wurde. Der Asteroid ist nach Richard Stallman, dem Begründer des GNU-Projekts benannt.
Mit (9885) Linux, (9793) Torvalds, (9965) GNU und (13926) Berners-Lee bekamen weitere Asteroiden Namen von prominenten Softwareentwicklern oder FLOSS-Projekten.